# Alfre Woodard
Alfre Ette Woodard (/ˈwʊdɑːrd/ⓘ; Tulsa, 8 november 1952) is een Amerikaans actrice.
Woodard werd in 1984 genomineerd voor een Oscar voor haar bijrol als Geechee in de biografische dramafilm Cross Creek. Meer dan 25 andere prijzen werden haar daadwerkelijk toegekend, waaronder een Golden Globe voor haar hoofdrol als Eunice Evers in de televisiefilm Miss Evers' Boys (1997) en Emmy Awards in 1984 voor haar bijrol in de dramaserie Hill Street Blues, in 1987 voor haar gastrol in de pilotaflevering van L.A. Law, in 1997 voor Miss Evers' Boys en in 2003 voor haar gastrol in de advocatenserie The Practice.
Woodard heeft met haar echtgenoot twee geadopteerde kinderen.

## Filmografie
*Exclusief televisiefilms
| - The Lion King (2019, stem) - The Investigation: A Search for the Truth in Ten Acts (2019) - Juanita (2019) - Clemency (2019) - Saint Judy (2018) - Burning Sands (2017) - So B. It (2016) - Captain America: Civil War (2016) - Knucklehead (2015) - Mississippi Grind (2015) - Annabelle (2014) - 12 Years a Slave (2013) - AmericanEast (2008) - Reach for Me (2008) - The Family That Preys (2008) - American Violet (2008) - Take the Lead (2006) - Something New (2006) - Beauty Shop (2005) - The Forgotten (2004) - Radio (2003) - The Core (2003) - Nat Turner: A Troublesome Property (2003) - The Singing Detective (2003) - The Wild Thornberrys Movie (2002, stem) - Baby of the Family (2002) - K-PAX (2001) - Lost Souls (2000) - Dinosaur (2000, stem) | - Love & Basketball (2000) - What's Cooking? (2000) - John Henry (2000, stem) - Mumford (1999) - The Wishing Tree (1999) - Secrets (1998) - Down in the Delta (1998) - The Brave Little Toaster to the Rescue (1997) - Star Trek: First Contact (1996) - A Step Toward Tomorrow (1996) - Primal Fear (1996) - Follow Me Home (1996) - How to Make an American Quilt (1995) - Statistically Speaking (1995) - Crooklyn (1994) - Blue Chips (1994) - Bopha! (1993) - Heart and Souls (1993) - Rich in Love (1993) - Passion Fish (1992) - The Gun in Betty Lou's Handbag (1992) - Grand Canyon (1991) - Pretty Hattie's Baby (1991) - Miss Firecracker (1989) - Scrooged (1988) - Extremities (1986) - Cross Creek (1983) - HealtH (1980) - Remember My Name (1978) |

## Televisieseries
*Exclusief eenmalige gastrollen
- See - Paris (2019, acht afleveringen)
- Luke Cage - Mariah Dillard (2016-2018, 23 afleveringen)
- Empire - Renee (2018, vier afleveringen)
- A Series of Unfortunate Events - Josephine Anwhistle (2017-2018, drie afleveringen)
- The Last Ship - The Last Ship (2014-2015, drie afleveringen)
- State of Affairs - Constance Payton (2014-2015, dertien afleveringen)
- Copper - Hattie Lemaster (2013, zes afleveringen)
- True Blood - Ruby Jean Reynolds (2010-2012, vijf afleveringen)
- Memphis Beat - Tanya Rice (2010-2011, twintig afleveringen)
- Three Rivers - Dr. Sophia Jordan (2009-2010, twaalf afleveringen)
- Black Panther - stem Dondi Reece (2010, vijf afleveringen)
- My Own Worst Enemy - Mavis Heller (2008, negen afleveringen)
- Desperate Housewives - Betty Applewhite (2005-2006, 22 afleveringen)
- Inconceivable - Dr. Lydia Crawford (2005, twee afleveringen)
- The Practice - Denise Freeman (2003, twee afleveringen)
- The American Experience - Verteller (1994-2000, twee afleveringen)
- St. Elsewhere - Dr. Roxanne Turner (1985-1988, dertien afleveringen)
- Sra - Rozalyn Dupree (1985, dertien afleveringen)
- American Playhouse - Mattie (1982-1985, twee afleveringen)
- Hill Street Blues - Doris Robson (1983, drie afleveringen)

## Trivia
- In zowel Mumford als Star Trek: First Contact was Lily de naam van de rol die Woodard speelde.

- Bibsys: 6045007
- Bibliothèque nationale de France: cb13966402m (data)
- Catàleg d'autoritats de noms i títols de Catalunya: 981058514533906706
- Gemeinsame Normdatei: 141856947
- International Standard Name Identifier: 0000 0001 2021 7424
- Library of Congress Control Number: no91020299
- MusicBrainz: 350c5103-ccf6-4b85-9d8b-e44a3216688a
- Nationale Bibliotheek van Tsjechië: xx0136022
- Nationale bibliotheek van Australië: 35441814
- Nationale Bibliotheek van Israël: 987007452258705171
- Nationale Bibliotheek van Polen: a0000001256181
- Nederlandse Thesaurus van Auteursnamen: 073392359
- SNAC: w6s024t4
- Système universitaire de documentation: 165856882
- Trove: 954155
- Virtual International Authority File: 17415057
- WorldCat: E39PBJghtDhvQtrC9BQhRj97HC